# Landfraß (Gemeinde Gmünd)
Landfraß ist eine Ortschaft und eine Katastralgemeinde der Gemeinde Gmünd in Kärnten im Bezirk Spittal an der Drau in Kärnten.

## Siedlungsentwicklung
Zum Jahreswechsel 1979/1980 befanden sich in der Katastralgemeinde Landfraß insgesamt 195 Bauflächen mit 37.225 m² und 89 Gärten auf 48.197 m², 1989/1990 gab es 270 Bauflächen. 1999/2000 war die Zahl der Bauflächen auf 559 angewachsen und 2009/2010 bestanden 307 Gebäude auf 585 Bauflächen.

## Bodennutzung
Die Katastralgemeinde ist landwirtschaftlich geprägt. 424 Hektar wurden zum Jahreswechsel 1979/1980 landwirtschaftlich genutzt und 935 Hektar waren forstwirtschaftlich geführte Waldflächen. 1999/2000 wurde auf 308 Hektar Landwirtschaft betrieben und 926 Hektar waren als forstwirtschaftlich genutzte Flächen ausgewiesen. Ende 2018 waren 289 Hektar als landwirtschaftliche Flächen genutzt und Forstwirtschaft wurde auf 1028 Hektar betrieben. Die durchschnittliche Bodenklimazahl von Landfraß beträgt 16,7 (Stand 2010).